# Vernon Smith
Vernon Lomax Smith (Wichita, 1º gennaio 1927) è un economista statunitense, vincitore, insieme a Daniel Kahneman, del Premio Nobel per l'economia nel 2002 «per avere integrato risultati della ricerca psicologica nella scienza economica, specialmente in merito al giudizio umano e alla teoria delle decisioni in condizioni d'incertezza».
Dopo il master in economia, conseguito alla Kansas University, e il PhD presso l'Harvard University nel 1965, ha insegnato in varie università statunitensi . Professore alla californiana Chapman University , dove nel 2008 ha fondato l'Economic Science Institute (ESI) con il compito di studiare e comprendere il comportamento umano in campo economico , è l'iniziatore dell'economia sperimentale ed è autore o coautore di più di 250 articoli scientifici sulla teoria del capitale, sull'economia finanziaria e sull'economia delle risorse naturali. 
In italiano, di recente, è stato pubblicato il suo lavoro più ambizioso, La razionalità nell'economia.

## Pubblicazioni
- Investment theory and the theory of cost and production : a synthesis with applications, Lafayette, Ind. Purdue University, 1956.
- Economics : an analytical approach, con Ralph Kirby Davidson e Jay W. Wiley, Homewood, Irwin, 1958.
- Investment and production; a study in the theory of the capital-using enterprise, Cambridge, Harvard University Press, 1961.
- Taxes and share valuation in competitive markets, Lafayette, Purdue University, 1967.
- Economics of natural & environmental resources, New York, Gordon and Breach, 1977.
- Experimental economics, Aldershot, Angleterre E. Elgar 1989.
- Game theory and experimental economics : the early years, Durham, Duke University Program in Political Economy, 1990.
- Papers in experimental economics, Cambridge [England], Cambridge University Press, 1991.
- Experiments in decision, organization and exchange, con Richard Hollis Day, Amsterdam-New York, North Holland, 1993.
- Bargaining and market behavior : essays in experimental economics, Cambridge, Cambridge university press, 2000.
- The law and economics of irrational behavior, con Francesco Parisi, Stanford, Stanford University Press, 2005.
- Rationality in Economics : Constructivist and Ecological Forms, Leiden, Cambridge University Press, 2007.
- Handbook of experimental economics results. Volume 1, con Charles R. Plott, Amsterdam-New York, North Holland, 2008.
- Discovery-a memoir, Bloomington, AuthorHouse, 2008.